# Ogg Media
Ogg Media ist ein Containerformat für Videos. Es ist ein Hack des Ogg-Containers der Xiph.Org Foundation. Ogg-Media-Dateien haben die Dateiendung 'ogm'. Neben Videodaten können sie wie DVDs mehrere Tonspuren in verschiedenen Sprachen sowie Untertitelspuren und Kapitelgliederungen enthalten. Das Format wurde ursprünglich von seinem Erfinder Tobias Waldvogel entwickelt, um das Streamen von Video- und Audiodaten zu ermöglichen, was mit AVI sehr schlecht realisierbar ist. Auch wurde es möglich, Ogg-Vorbis-Audio für Videos nutzbar zu machen. Das war mit dem AVI-Container mangels eines ACM-Wrappers für Ogg Vorbis damals noch nicht möglich.

## Verwandtschaft mit Ogg
Das Problem mit OGM besteht darin, dass die von Waldvogel entwickelten DirectShow-Filter (siehe unten) eine Erweiterung darstellen, die mit der Ogg-Spezifikation brechen. Es sollte nicht „Ogg“ genannt werden, da diese Marke die Einhaltung der Spezifikation verlangt.

## Wiedergabe von OGM-Dateien

### Windows
Neben den passenden Decodern für die enthaltenen Datenspuren (meist Xvid- oder DivX-Video und Vorbis-Audio) ist ein OggMedia-DirectShow-Splitter erforderlich, der das Containerformat lesen und die darin enthaltenen Streams den Decodern zugänglich machen kann, z. B.:
- Der von Tobias Waldvogel entwickelte ursprüngliche Splitter bis zur Version 0.9.9.5. Der Installer kann noch z. B. von Doom9.org heruntergeladen werden, ist inzwischen allerdings veraltet.
- Haali Media Splitter, der außer OGM auch Matroska, MP4 und AVI unterstützt.
- RadLight Ogg Media mit Unterstützung für den Theora-Videocodec.
- Illiminable's DirectShow Filters

Weiterhin wird ein Player benötigt, der das DirectShow-Framework benutzt, z. B.:
- Windows Media Player
- Media Player Classic
- Zoomplayer
- BSPlayer

Alternativ kann ein Player verwendet werden, der sich nicht auf DirectShow verlässt, sondern seine eigene Unterstützung für OGM mitbringt, wie VLC media player oder MPlayer.

### Mac OS oder Linux
Unter Mac OS oder Linux unterstützen folgende Player OGM direkt:
- VLC media player
- Xine
- MPlayer
- Helixplayer
- Kaffeine

## Werkzeuge
Unix-Nutzer können OGM-Dateien mit MPlayer abspielen sowie mit Hilfe von ogmtools bearbeiten:
- ogminfo – zeigt Streaminformationen an
- ogmdemux – demultiplext einen OGM-Stream in seine Medienkomponenten
- ogmsplit – teilt einen OGM-Stream in seine Chunks
- ogmmerge – kombiniert Medienkomponenten in einen OGM-Stream
- dvdxchap – extrahiert Kapitelinformationen einer DVD